# Aeroportul Havadarya
Aeroportul Havadarya (IATA: HDR, ICAO: OIKP) este un aeroport din Iran.
aeroportul dispune de o singură pistă.